# Marshall Allman
Marshall Scot Allman (Austin, Texas, 5 de abril de 1984) es un actor estadounidense que ha trabajado en series como Prison Break, de Fox, interpretando a L. J. Burrows, y en True Blood, de HBO, como Tommy Mickens.

## Biografía

### Primeros años
Marshall nació en Austin, Texas, hijo de James Martin Allman Jr. e Idanell Brown. Desde pequeño se mostraba interesado en el fútbol y en el arte. Cuando llegó el momento de decidir qué carrera estudiar, decidió estudiar actuación, aunque podría haber escogido ser futbolista.

### Carrera
Marshall ha realizado apariciones en las series Boston Public, Without a Trace, Phil of the Future, Malcolm in the Middle, The Practice, Close to Home y Prison Break . Además, ha trabajado en las películas Little Black Book, Dishdogz, Shallow Ground y Hostage, además de en el cortometraje Starcrossed.

## Vida personal
Marshall tiene tres hijos y está casado con Jamie Anne Brown desde junio de 2006. Se casó en Austin, Texas.

## Filmografía

### Cine
| Año  | Título                                     | Papel         | Notas |
| ---- | ------------------------------------------ | ------------- | ----- |
| 2004 | Shallow Ground                             | Víctima #3    |       |
| 2004 | Little Black Book                          | Trotsky       |       |
| 2005 | Hostage                                    | Kevin Kelly   |       |
| 2006 | Dishdogz                                   | Kevin         |       |
| 2007 | Prey 4 Me                                  | Sean          |       |
| 2008 | Fragments                                  | Empleado      |       |
| 2009 | Anytown                                    | Mike Grossman |       |
| 2009 | The Immaculate Conception of Little Dizzle | Dory          |       |
| 2012 | Jayne Mansfield's Car                      | Alan Caldwell |       |
| 2012 | Blue Like Jazz                             | Donald Miller |       |
| 2013 | The Bounceback                             | Ralph         |       |
| 2013 | Sugar                                      | Marshall      |       |
| 2015 | A Year and Change                          | Victor        |       |
| 2016 | Six LA Love Stories                        | Pete Rouget   |       |
| 2018 | Thunder Road                               | Phil          |       |
| 2020 | The Wolf of Snow Hollow                    | Jeremy        |       |

### Cortometraje
| Año  | Título              | Papel             | Notas |
| ---- | ------------------- | ----------------- | ----- |
| 2005 | Starcrossed         | Connor            |       |
| 2005 | Sweet Pea           | Ricky             |       |
| 2007 | A Day with the Urns | Bob               |       |
| 2009 | Love After Life     | Papel desconocido |       |

## Televisión

### Serie
| Año  | Título       | Papel         | Nota                     |
| ---- | ------------ | ------------- | ------------------------ |
| 2005 | Prison Break | L.J. Burrows  | 44 episodios (2005-2008) |
| 2010 | True Blood   | Tommy Mickens | 22 episodios (2010-2011) |
| 2016 | Bates Motel  | Julian Howe   | 4 episodios (2016)       |
| 2016 | Humans       | Milo Khoury   | 5 episodios              |

#### Participación
| Año  | Título                            | Papel           | Temporada | Episodio(s) |
| ---- | --------------------------------- | --------------- | --------- | ----------- |
| 2003 | Without a Trace                   | Mark            | 2.ª       | 2           |
| 2003 | Married to the Kellys             | Joven Tom       | 1.ª       | 1           |
| 2003 | Threat Matrix                     | Adolescente     | 1.ª       | 4           |
| 2003 | Boston Public                     | Hector          | 4.ª       | 4           |
| 2003 | Malcolm in the Middle             | Dylan           | 5.ª       | 4           |
| 2004 | The Practice                      | Todd Beck       | 8.ª       | 11          |
| 2005 | Phil of the Future                | Roger           | 1.ª       | 19          |
| 2006 | Close to Home                     | Billy Hampton   | 1.ª       | 22          |
| 2007 | Cold Case                         | James Hoffman   | 4.ª       | 12          |
| 2007 | CSI: Crime Scene Investigation    | Jonathan Alaniz | 7.ª       | 18          |
| 2007 | Saving Grace                      | Wade Tyrell     | 1.ª       | 4           |
| 2008 | Ghost Whisperer                   | Thomas Benjamin | 3.ª       | 11          |
| 2008 | Grey's Anatomy                    | Jeremy West     | 4.ª       | 16          |
| 2008 | The Closer                        | Kevin Ward      | 4.ª       | 3           |
| 2008 | Law & Order: Special Victims Unit | Eric Byers      | 10.ª      | 2           |
| 2008 | Eli Stone                         | JJ Cooper       | 2ª        | 5 y 6       |
| 2009 | Life                              | Clifton Garber  | 2ª        | 11          |
| 2009 | Mad Men                           | Danny Farrell   | 3.ª       | 10          |
| 2009 | It's Always Sunny in Philadelphia | Bezzy           | 5.ª       | 12          |
| 2010 | Men of a Certain Age              | Travis          | 1.ª       | 5           |
| 2010 | The Defenders                     | Jim Rodgers     | 1.ª       | 6           |
| 2011 | CSI: Miami                        | Kevin Bowers    | 10.ª      | 7           |
| 2012 | Justified                         | Donovan         | 3.ª       | 10 y 11     |
| 2012 | Sons of Anarchy                   | Devin Price     | 5.ª       | 5           |
| 2013 | Longmire                          | Kellen Dawes    | 2.ª       | 10          |
| 2015 | Aquarius                          | Robbie Arthur   | 1.ª       | 4 , 5 y 6   |
| 2015 | Quantum Break                     | Charlie Wincott | 1.ª       | 1, 2, 3 y 4 |
| 2015 | Rosewood                          | Ben Kapono      | 2.ª       | 8           |
| 2017 | Chance                            | Pruitt          | 2.ª       | 10          |
| 2018 | NCIS                              | Donnie          | 15.ª      | 11          |
| 2019 | For the People                    | Herbert Brooks  | 2ª        | 6           |

## Videoclip
| Año  | Título               | Artista    | Álbum     |
| ---- | -------------------- | ---------- | --------- |
| 2002 | "Drowning"           | Crazy Town | Darkhorse |
| 2018 | "Thanks For Calling" | Sonoio     | Fine      |